# Robert Fisk

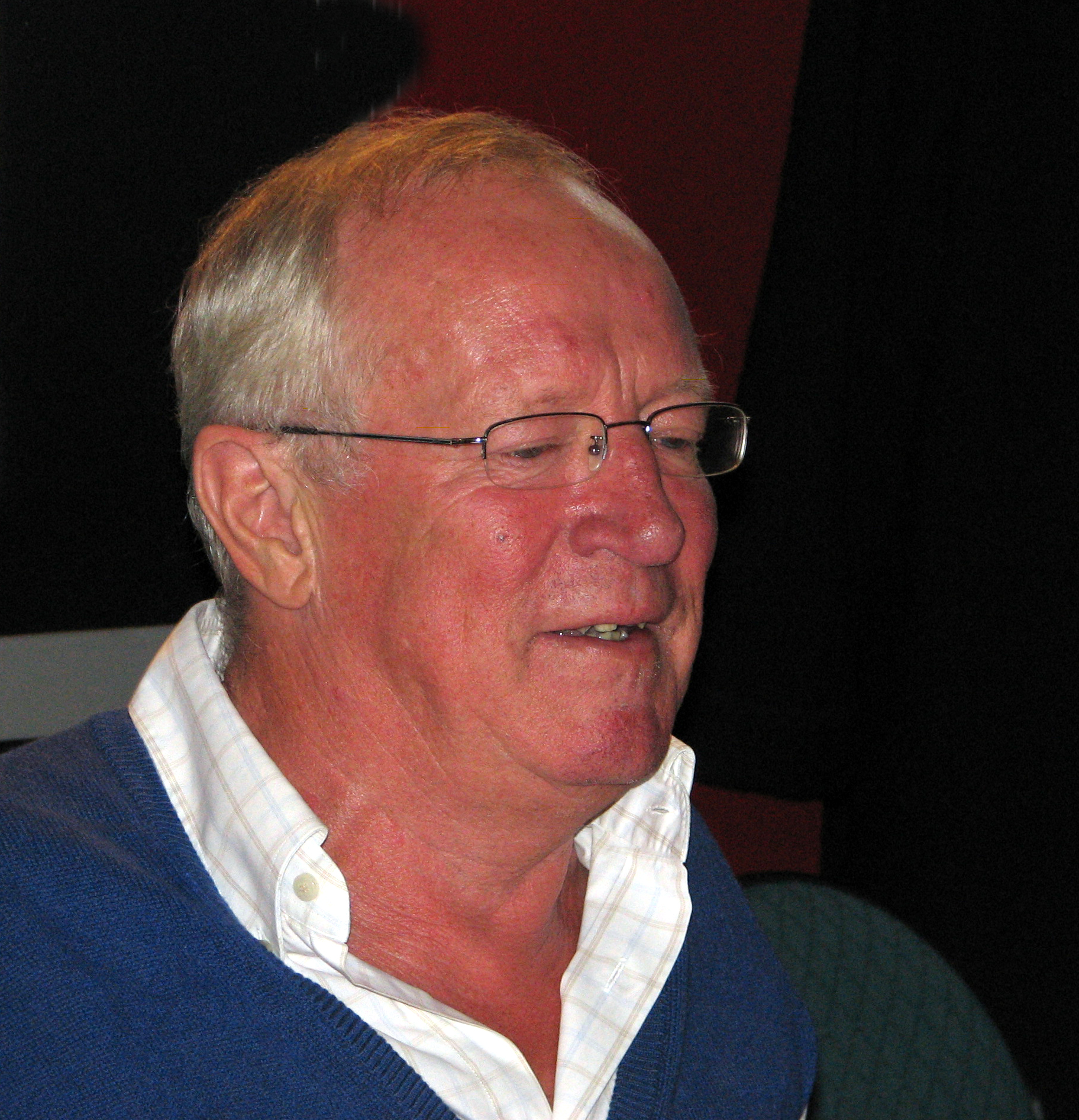
Robert Fisk (2008)

Robert Fisk (* 12. Juli 1946 in Maidstone, Kent; † 30. Oktober 2020 in Dublin) war ein britisch-irischer Journalist. International bekannt wurde Fisk für seine sowohl vielfach ausgezeichneten als auch kontrovers-kritisch diskutierten Berichte als Auslandskorrespondent in mehreren Krisenregionen der Welt. Er arbeitete ab 1972 für The Times und ab 1989 bis zu seinem Tod als Nah-Ost-Korrespondent für die britische Zeitung The Independent. Er lebte ab 1976 in der libanesischen Hauptstadt Beirut sowie in Dublin.

## Leben

### Schwerpunkte seiner Korrespondententätigkeiten
Fisk arbeitete für mehrere kleine Zeitungen, bevor er 1972 nach Belfast zog, um als Nordirland-Korrespondent für The Times zu arbeiten. Später zog er für seine Korrespondententätigkeiten unter anderem nach Portugal und Beirut. 1989 wechselte er aufgrund von Streitpunkten von der Times zu The Independent. Fisk äußerte, dass der Medienunternehmer Rupert Murdoch zwar bei der Übernahme der Times versprach keinen Einfluss auf die Berichterstattung auszuüben, dies dann jedoch in den folgenden Jahren tat. 1983 erhielt er für seine Arbeit zur Politik Irlands während des Zweiten Weltkriegs seinen Grad als Doktor am Trinity College Dublin.
Er berichtete für die Times und den Independent mehrere Jahrzehnte lang aus und über viele Krisenregionen der Welt, wie z. B. über den Nordirland-Konflikt (1972–1975), die portugiesische Nelkenrevolution, Afghanistan unter sowjetischer Besatzung und den Guerillakrieg mit den Taliban, den Bürgerkrieg im Libanon und die Nach-Bürgerkriegszeit im Libanon. Fisk berichtete ebenfalls über die Golfkriege von 1980–1988, 1990 und 2003. Von der New York Times wurde 2005 als „der wohl berühmteste britische Auslandskorrespondent“ bezeichnet. Ebenso berichtete Fisk unter anderem von den Konflikten auf dem Balkan, den Revolutionen in arabischen Ländern (2011) und dem Bürgerkrieg in Syrien. Außerhalb der Kriegsberichterstattung schrieb Fisk unter anderem mehrfach Kolumnen zum Thema des Völkermordes an den Armeniern, für dessen mangelnde Aufarbeitung er die türkische Regierung immer wieder kritisierte.
Fisk war einer der wenigen westlichen Journalisten, die mit Osama bin Laden Interviews führten; zwischen 1993 und 1997 gab es drei Gespräche. Er war der einzige ausländische Reporter, der 1982 Zeuge des Massakers von Hama in Syrien wurde. Er war einer der ersten Journalisten, der 1982 nach dem Massaker von Sabra und Schatila die Lager erreichte und über das Massaker berichtete. In einer Reportage über den Libanon interviewte er Hassan Nasrallah und einen Überlebenden des Bombenanschlages auf die US-Botschaft in Beirut 1983.
Zu seinen letzten Artikeln gehörte eine vernichtende Beurteilung der Politik im Libanon nach der Explosionskatastrophe in Beirut 2020, der Stadt, in der er jahrelang lebte. Fisk schrieb: „Hier ist eine der gebildetsten Nationen der Region mit den talentiertesten, engagiertesten und gütigsten Menschen ... und doch ist sie weder in der Lage Elektrizität bereitzustellen, noch ihren Kranken zu helfen oder ihre Bürger zu schützen“.

### Tod und Rezeption
Am 30. Oktober 2020 starb Fisk, der die irische Staatsbürgerschaft angenommen hatte, im Alter von 74 Jahren im Dubliner St Vincent’s Hospital, vermutlich an den Folgen eines Schlaganfalls. Der irische Präsident Michael D. Higgins erklärte, „mit Fisks Tod habe die Welt des Journalismus einen ihrer ausgezeichnetsten Kommentatoren verloren“.
Fisk wurde für seine umfangreichen Chroniken vieler Konflikte vielfach ausgezeichnet. Zugleich machte er sich mit seinen Haltungen nicht nur Freunde und wurde durchaus kontrovers beurteilt. Während des Ersten Golfkrieges, über den er aus Bagdad berichtete, kritisierte er mehrere andere Korrespondenten massiv, indem er ihnen vorwarf, den Konflikt nur von ihren Hotelräumen aus oder eingebettet beim britischen oder US-Militär zu verfolgen. Bei seinen Berichten zu den Kriegen in Afghanistan und Irak verurteilte er das Vorgehen der US-Regierung, ebenso stand er der israelischen Politik gegenüber den Palästinensern sehr kritisch gegenüber.
In einem Nachruf der BBC wurde Fisk als mutiger und teilweise in seiner Kriegsberichterstattung obsessiver Autor beschrieben, der nicht davor zurückschreckte sich Feinde zu machen. Die New York Times urteilte, seine Sympathie für Underdogs sei ehrlich, aber auch zum Teil sonderlich. 2018 war Fisk etwa der erste westliche Reporter, der während des Bürgerkrieges in Syrien nach dem Giftgaseinsatz im April 2018 nach Duma durfte. Dort berichtete er für die britische Zeitung The Independent von der Aussage eines syrischen Arztes, die beobachteten Atemprobleme seien nicht auf Chlorgas, sondern auf Staub nach Bombardements durch die Assad-Regierung zurückzuführen. Dies führte in Medien zu der Kritik an Fisk, er unterstütze den syrischen Präsidenten Assad. Die New York Times gesteht Fisk jedoch zu, auch die politischen Klassen in Ländern des Nahen Ostens zu kritisieren und mit seinen skeptischen Beurteilungen etwa zum Osloer Friedensabkommen und zum Irakkrieg 2003 im Nachhinein Recht behalten zu haben.
Das irische Magazin Village lobte Fisk aufgrund seiner Berichte zum Nordirlandkonflikt als Reporter, der im Gegensatz zu vielen anderen Journalisten recherchierte und nicht damit zufrieden gewesen sei, einfach den Informationskrieg vom britischen Geheimdienst zu unterstützen. Der Journalist Harvey Morris, der Fisk auch während seiner eigenen Korrespondententätigkeit begegnete, schrieb im Guardian, Fisk hatte den großen Antrieb an die Wurzeln der Geschichten zu gelangen und nahm dafür auch große Gefahren auf sich. Seine Haltungen erzeugten jedoch erhebliche Abneigung vieler anderer Journalisten und sein lebhafter Schreibstil unterstützte nach Morris Vorwürfe der Übertreibung gegen ihn. Der ehemalige Independent-Kollege von Fisk, Hugh Pope, warf Fisk unter Berufung auf britische Quellen vor, die schlechte Behandlung an kurdischen Flüchtlingen durch das Militär, über die Fisk 1991 berichtete und dafür von der türkischen Regierung außer Landes verwiesen wurde, ausgeschmückt bzw. übertrieben dargestellt zu haben und schloss sich dem Urteil einiger Journalisten zu Fisk an, dass er das Drama der Präzision in seinen Geschichten vorziehe.
Kate Adie, ehemalige BBC-Chefkorrespondentin die mit Fisk arbeitete, bescheinigte Fisk hingegen einen unermüdlichen Drang Geschichten auf den Grund zu gehen. Der Independent-Kollege von Fisk, Phil Davison, sagte nach Fisks Tod er war stolz darauf mit Fisk zu arbeiten und führte Vorwürfe der Übertreibung auf Abneigungen gegen Fisk zurück. Fisk wurde als Reporter alter Schule eingeschätzt, der vor allem vor Ort ermittelt. As`ad AbuKhalil (California State University) hingegen sah Fisks Recherchemethode, aufgrund der mangelnden Vorbildung zu den Regionen, zu denen die Autoren schreiben, als ein Beispiel des allgemeinen Niedergangs der Berichterstattung westlicher Korrespondenten im Nahen Osten an. Er verwies darauf, dass auch Fisk keine akademische Vorbildung zum Nahen Osten hatte und sich deswegen laut AbuKhalil ohne ausreichende Skepsis auf seine persönlichen Quellen verließ. Fisk war nach AbuKhalil's Ansicht ein Mensch mit guten Absichten, aber seine Freunde in Wirtschaft und Politik wie Rafiq Hariri waren teilweise korrupt und Fisk übernahm laut dem Vorwurf von AbuKhalil dadurch auch mehrere Lügen und Ungenauigkeiten von diesen Quellen in seine Artikel.

### Ansicht zur Ausgeglichenheit im Journalismus
Kontrovers diskutiert wurde auch Fisks Ansicht, dass ein 50/50-Journalismus, der beide Seiten immer gleichartig wiedergibt, bei Konflikten zu einer Scheinneutralität führe. Fisk äußerte, seine Berichte sollten im Krieg vor allem den Blickwinkel der Opfer wiedergeben. Fisk brachte als Beispiel, dass er auf einem Sklaventransportschiff der Sicht der Sklaven mehr Raum geben würde als der des Kapitäns. In einem Nachruf urteilte The Times nach seinem Tod über Fisk deswegen, dass Fisks Urteile durch seine schrecklichen Erlebnisse als Kriegsberichterstatter getrübt wurden und er dadurch den notwendigen leidenschaftslosen Blick auf Konflikte verlor. Die Times begleitete nach dem Wechsel von Fisk zum Independent Fisks Arbeit teilweise sehr kritisch, in einem Kommentar der Times wurde Fisk wegen seiner Kritik am Irakkrieg vorgeworfen ein Tölpel zum Nutzen Saddam Husseins zu sein. Im The Independent lobte Patrick Cockburn die Haltung Fisks hingegen als seltene, unbequeme und Feindseligkeiten ausgesetzte, aber moralische Standhaftigkeit.
Fisks Name wurde auch als Verb in englischen Weblogs verwendet und in einige Wörterbücher übernommen. To fisk bezeichnet dort einen Abschnitt, in dem ein Autor die Aussagen eines Kontrahenten zitiert und Absatz für Absatz mit einer eigenen Stellungnahme versieht. Ursprünglich haben sich konservative amerikanische Blogger auf diese Weise mit den Artikeln Fisks, der der amerikanischen Außenpolitik äußerst kritisch gegenüberstand, auseinandergesetzt.

## Auszeichnungen
Fisk wurde siebenmal mit dem Titel der British Press Awards als International Journalist of the Year ausgezeichnet und gewann den „Reporter of the Year-Award“ („Reporter-des-Jahres-Preis“) zweimal. Er gewann den Amnesty International UK Media Awards 1992 für seine Reportage The Other Side of the Hostage Saga, 1998 für seine Reportage aus Algerien und noch einmal im Jahr 2000 für seine Artikel über den Krieg der NATO gegen Restjugoslawien 1999.
- 1984 Ehrendoktorwürde der Lancaster University[27]
- 1991 Jacob’s Award (Irland) für seine Berichterstattung vom Golfkrieg auf RTÉ Radio[28]
- 1999 Orwell Prize für Journalismus[29]
- 2001 David Watt Prize für eine Reportage über den Völkermord an den Armeniern 1915[30]
- 2002 Martha Gellhorn Prize for Journalism[31]
- 2003 Ehrendoktorwürde der Open University[32]
- 2004 Ehrendoktorwürde der University of St Andrews[33]
- 2004 Ehrendoktorwürde der Carleton University[34]
- 2005 University of Adelaide Edward Said Memorial lecture[35]
- 2006 Ehrendoktorwürde der Universität Gent
- 2006 American-University-of-Beirut-Ehrendoktorwürde[36]
- 2006 Queen’s-University-Belfast-Ehrendoktorwürde[37]
- 2006 Lannan Cultural Freedom Prize[38]
- 2008 Ehrendoktorwürde der University of Kent[39]
- 2008 Ehrendoktorwürde der Trinity College Dublin[40]
- 2009 Goldmedaille des College Historical Society für einen außergewöhnlichen Beitrag zum öffentlichen Diskurs[41]
- 2009 Ehrendoktorwürde der Liverpool Hope University[42][43]
- 2011 International Prize at the Amalfi Coast Media Awards, Italien[44]

## Werke
- The Point of No Return: The Strike which Broke the British in Ulster. Times Books, 1975, ISBN 0-233-96682-X.
- In Time of War: Ireland, Ulster and the Price of Neutrality, 1939–1945. Macmillan, 2001, ISBN 0-7171-2411-8.
- Pity the Nation: Lebanon at War. Oxford University Press, 2001, ISBN 0-19-280130-9.
- The Great War for Civilisation – The Conquest of the Middle East. Fourth Estate, 2005, ISBN 1-84115-007-X.
- Sabra und Schatila – Ein Augenzeugenbericht, Libanon 1982. Promedia Verlag, Wien 2011, ISBN 978-3-85371-326-6.